# Cuartetos de cuerda op. 44 de Mendelssohn

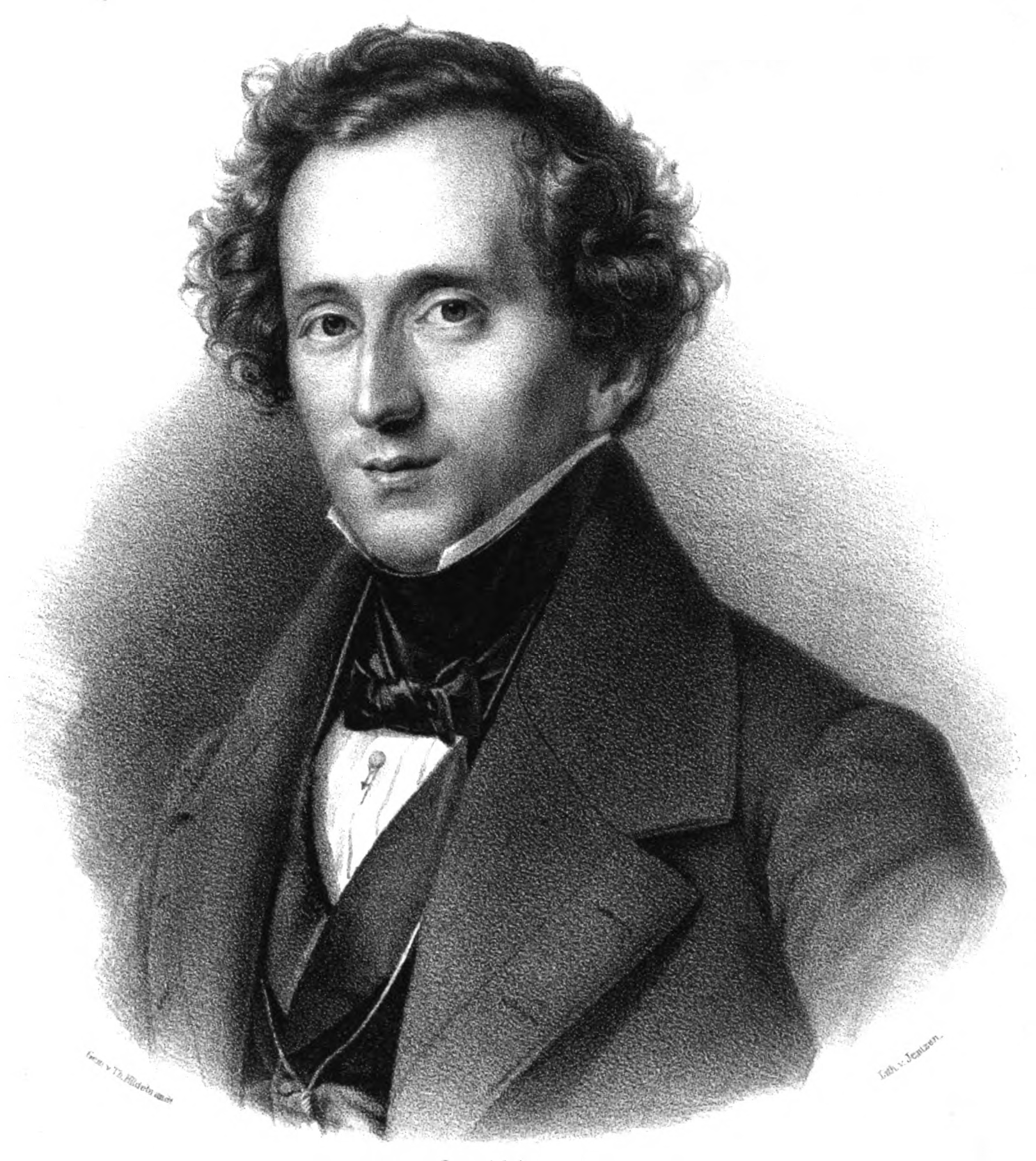
Felix Mendelssohn-Bartholdy (AMZ 1837)

Los Cuartetos de cuerda op. 44 son un ciclo de tres cuartetos de cuerda de Felix Mendelssohn escritos entre 1837 et 1838.
Mendelssohn escribió en total siete cuartetos de cuerda completos y varias piezas, así como algunas partituras inacabadas. Se considera que este ciclo pertenecería al “período medio” en relación con sus cuartetos tempranos (op. 12 y op. 13 escritos casi 8 años antes) y sus cuartetos de madurez, incluido su Cuarteto de cuerda n.º 6, op. 80, escrito nueve años después.
La cronología de composición de los tres cuartetos no se corresponde con su numeración ya que el primero completado es el n.º 2 (completado el 18 de junio de 1837), el segundo es el n.º 3 (acabado el 6 de febrero de 1838) y el último el n.º 1 (finalizado el 24 de julio de 1838). En realidad, el orden final corresponde a la elección del músico que prefería al que dio número 1.
El ciclo está dedicado al Príncipe de Suecia.
Robert Schumann apreció mucho la maestría de estas obras y compuso sus Cuartetos op. 41, teniendo como referencia a estos cuartetos.

## Cuarteto op. 44 n.º 1 enre mayor(MWV R 30)
Fue estrenado el 16 de febrero de 1839 por el cuarteto de cuerda de Ferdinand David.
Tiene los siguientes cuatro movimientos y tarda aproximadamente treinta minutos en interpretarse.
- Molto allegro vivace
- Menuetto un poco allegro
- Andante espressivo con moto
- Presto con brio

## Cuarteto op. 44 n.º 2 enmi menor(MWV R 26)
Fue escrito poco después de su matrimonio con Cecile Jeanrenaud. Fue estrenado el 17 de noviembre de 1837 en la Gewandhaus de Leipzig.
Se compone como es habitual de cuatro movimientos y tarda aproximadamente treinta minutos en interpretarse.
- Allegro assai
- Scherzo
- Andante
- Presto agitato

## Cuarteto op. 44 n.º 3 enmi bemol mayor(MWV R 28)
Se compone también de cuatro movimientos y tarda aproximadamente treinta minutos en interpretarse.
- Allegro vivace
- Scherzo assai leggiero vivace
- Adagio no troppo
- Molto allegro con fuoco